# 安文街道
29°02′43″N 120°26′00″E / 29.04527°N 120.433275°E
安文镇，是中国浙江省金华市磐安县下辖的一个镇，为磐安县县城所在地。
东连墨林乡和大盘镇，南邻盘峰、双峰、深泽乡，西北与东阳市马宅镇接壤，总面积90.03平方公里，人口33320人。

## 沿革
安文镇古名惠化，又有瑞山、文溪等名。地处东阳江支流南江上游文溪两岸，位于磐安县西边沿。镇区面积5．2平方公里，四周群山环抱，文溪、根溪、东溪等于此汇合后，穿镇而北向，素有“万山管钥”。南宋末朝官陆宰、龚茂良、晏景初携文书藏其裡而不毁，遂以“平安昌文”之意，名安文。
1935年，安文从东阳县析出，归属于大盘山区绥靖公署管辖，1939年，磐安县建立，归属磐安县。1949年，中国人民解放军进入，同年10月30日成立磐安县人民政府，安文始为县城。1950年设安文乡。1958年，改公社。1958年，磐安县撤销，安文隶属东阳县。1983年，磐安县恢复，安文镇复为县城。

## 产业
安文镇是新兴工业城镇。盛产香菇、茶叶。有冶炼、机械、橡胶、丝绸等厂。境内有石印、石龟、石踝、石牛及双溪合流，连木双莺等“四奇八景”。
1953年，安文镇创办火力发电厂。之后当地创办了酒厂、印刷厂、火腿厂。1957年，当地政府公私合营，将铁业合作社、木业合作社合并为机械厂。1958年撤县后，安文一些工厂迁到东阳县。1983年恢复县建制后，工业重新起步。1988年，有镇属工厂39家，村办企业41家，联办企业42家，个体企业212家。县肉制品厂是定点的金华火腿产品厂，生产的火腿，1987年获国家银质奖。此外磐安机械厂、制冷设备厂、磐安电器厂、生物化学厂等都在安文镇。
全镇耕地面积4300亩，林业面积58000亩。水田主种双季水稻，部分种蔬菜和药材，旱地主要种小麦、大豆、玉米、番薯。种植的药材有白术、元胡、贝母、白芍、玄参、桔梗、黄芪、丹皮等。安文盛产红心李、散花梨、水蜜桃、端午桃、西瓜、樱桃、杏梅等水果。安文镇还有浙江最大的银杏基地。
安文镇在大盘山山麓的花溪村附近修建花溪风景名胜区、大盘山地质公园，为浙江著名旅游胜地。

## 行政区划
安文镇辖有8个社区与23个行政村，分别为：
- 龙山社区、五指社区、上章社区、壶厅社区、市口社区、东溪社区、荷塘社区、康庄社区
- 后坞村、羊山头村、联谊村、联进村、溪文村、殊闲村、台口村、小岭村、岭脚村、元岭坑村、根溪村、岩里村、应古村、花溪村、双坑村、上马石村、中田村、上葛村、岭外村、胡村、白云山村、石头村、石贝村。

## 图集

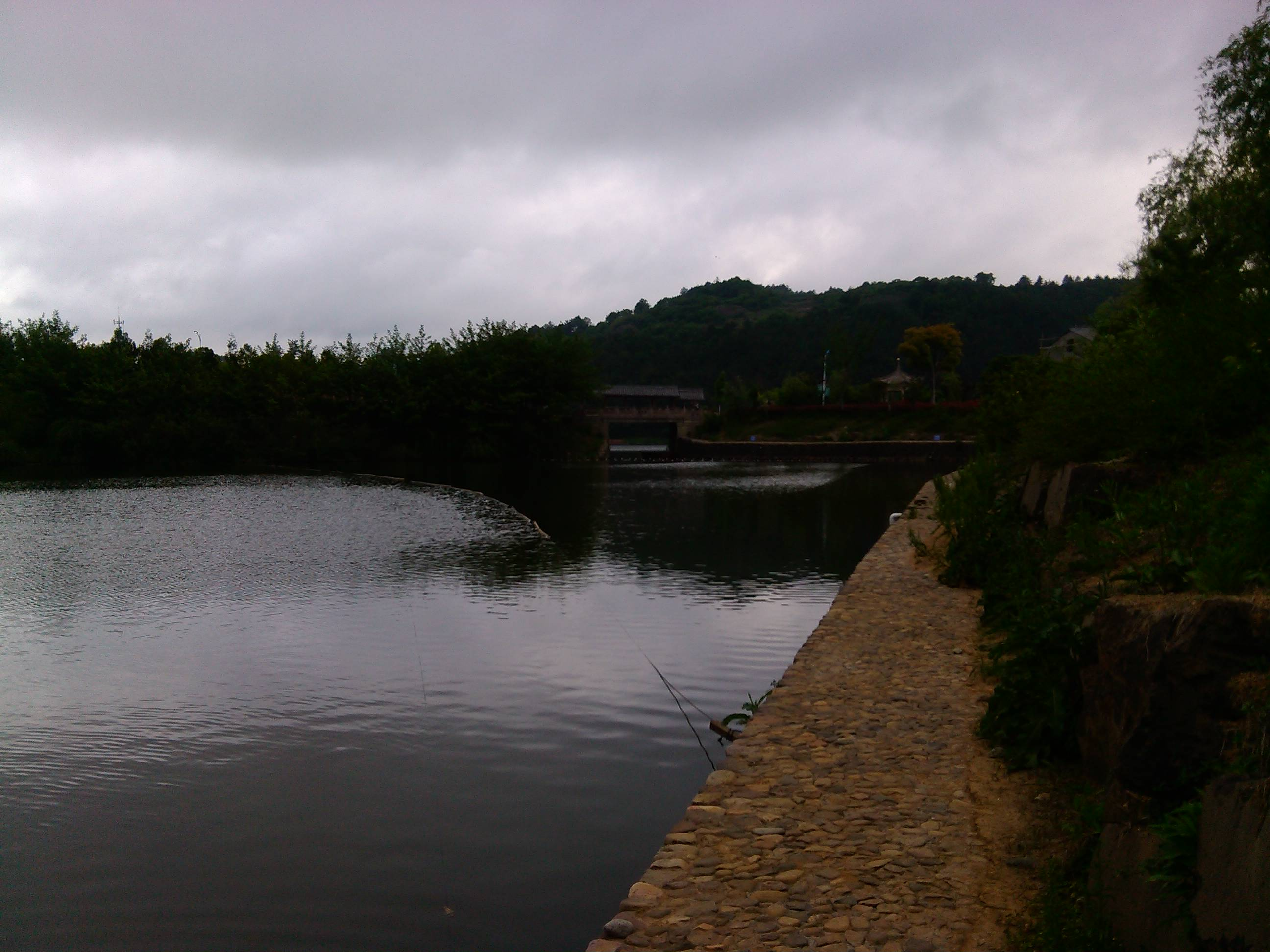
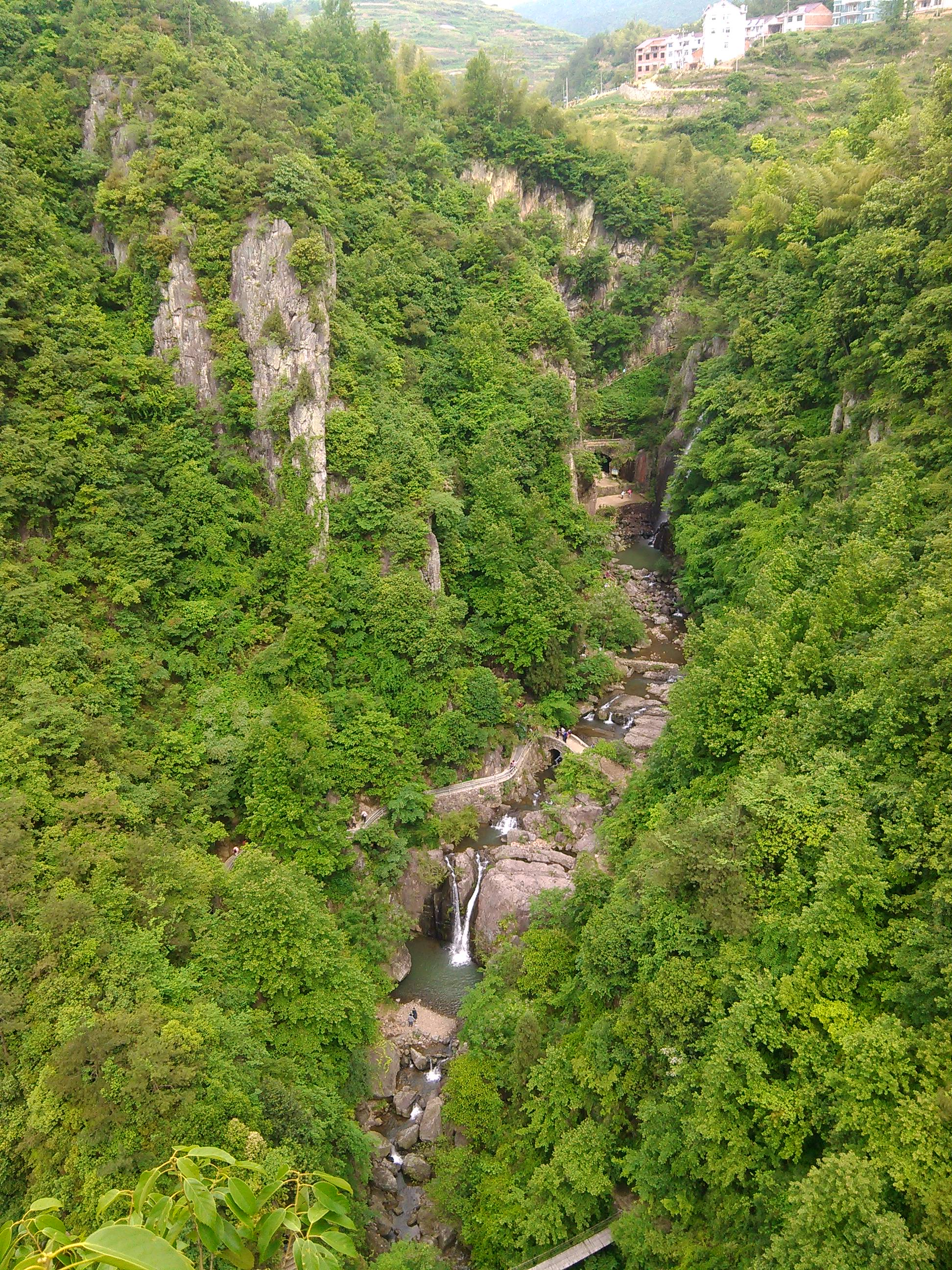
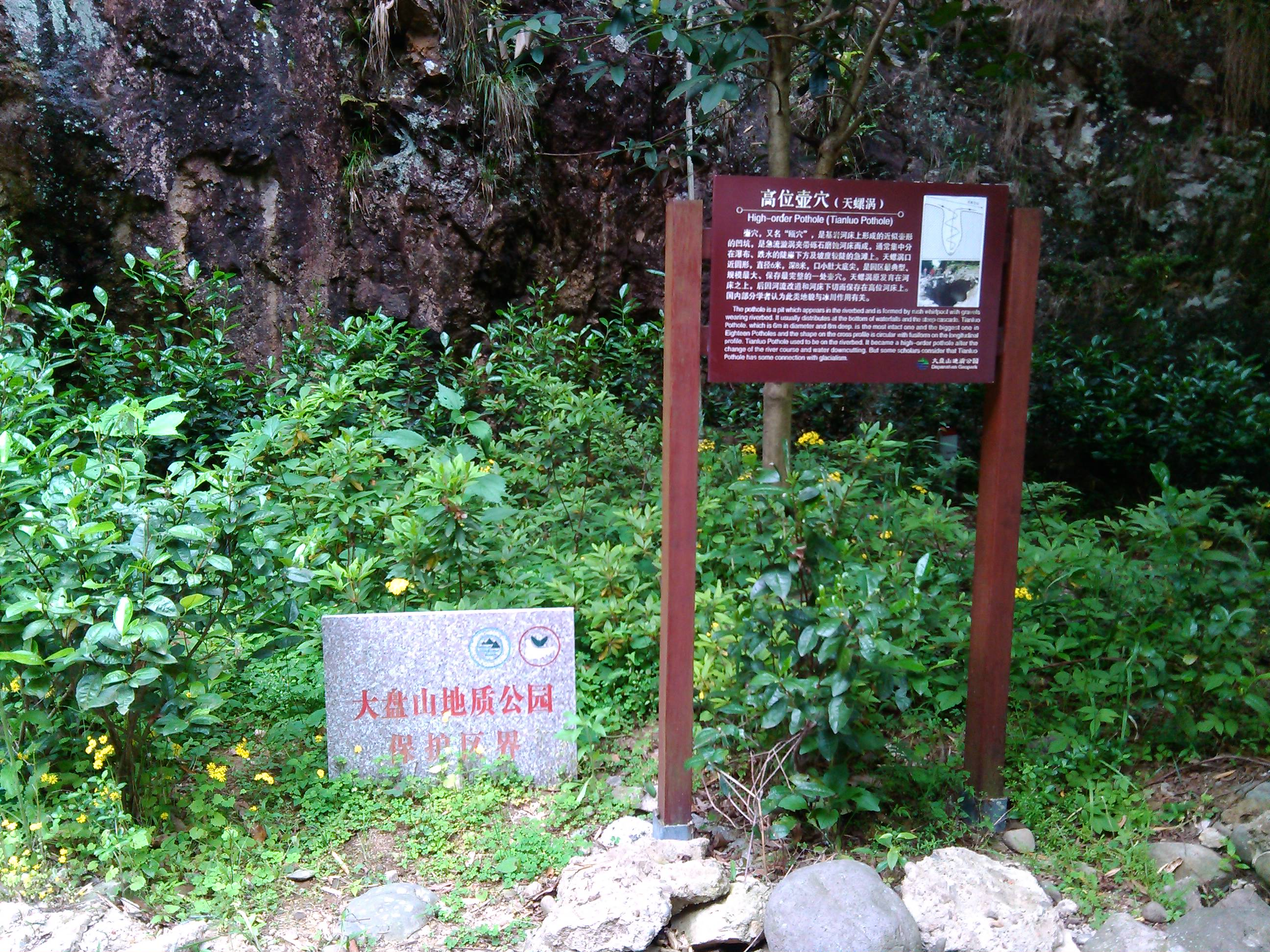
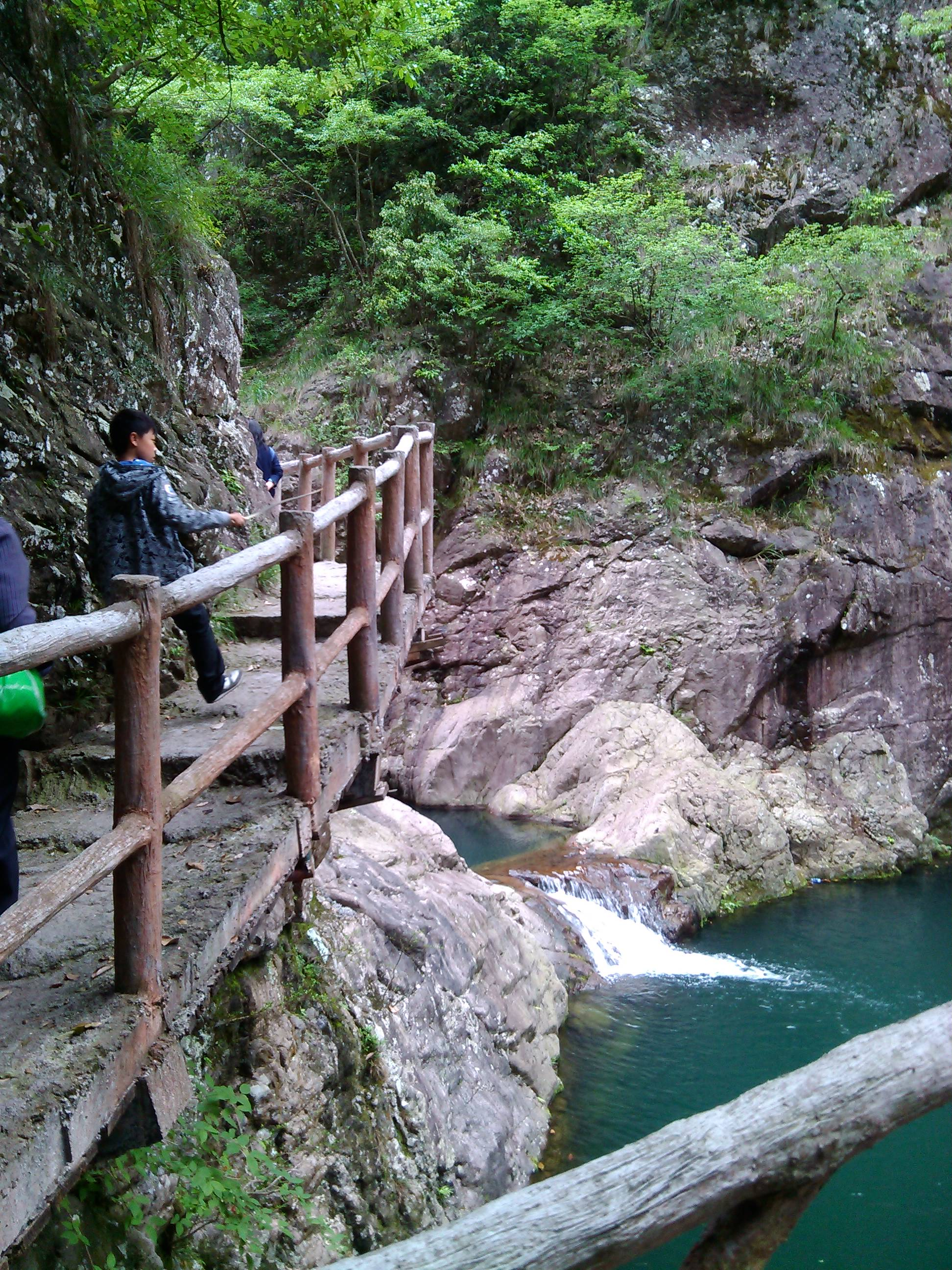
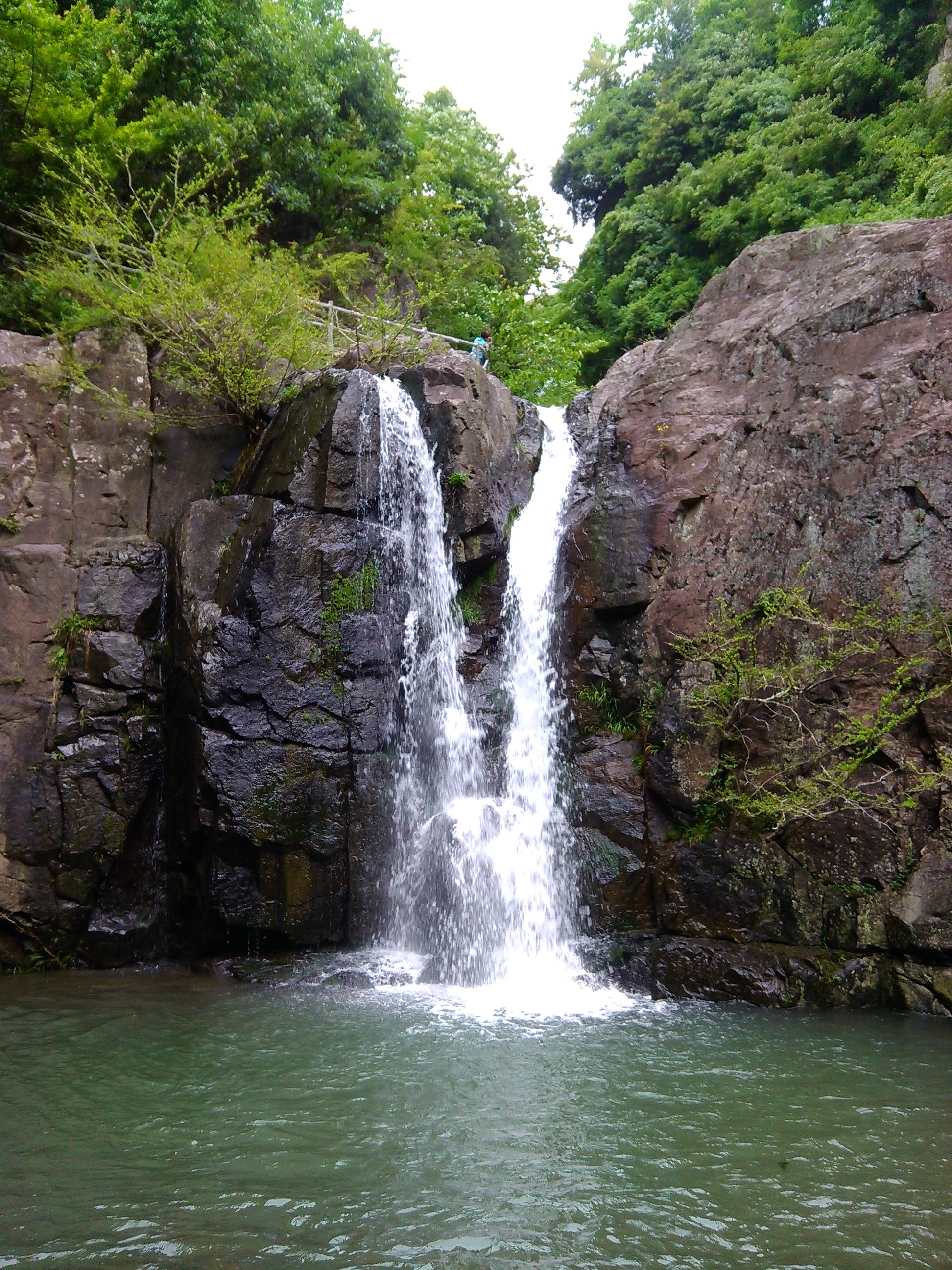
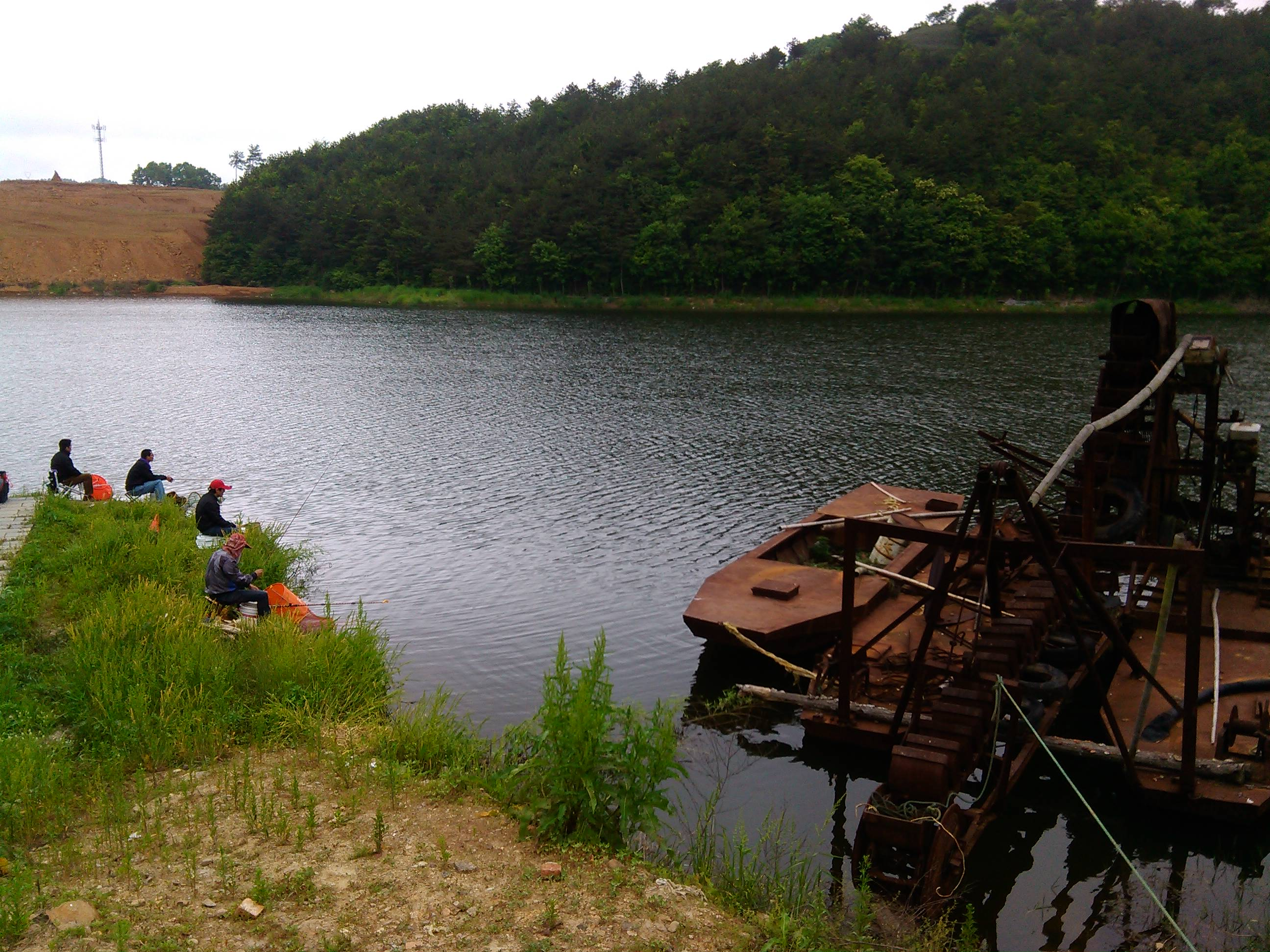
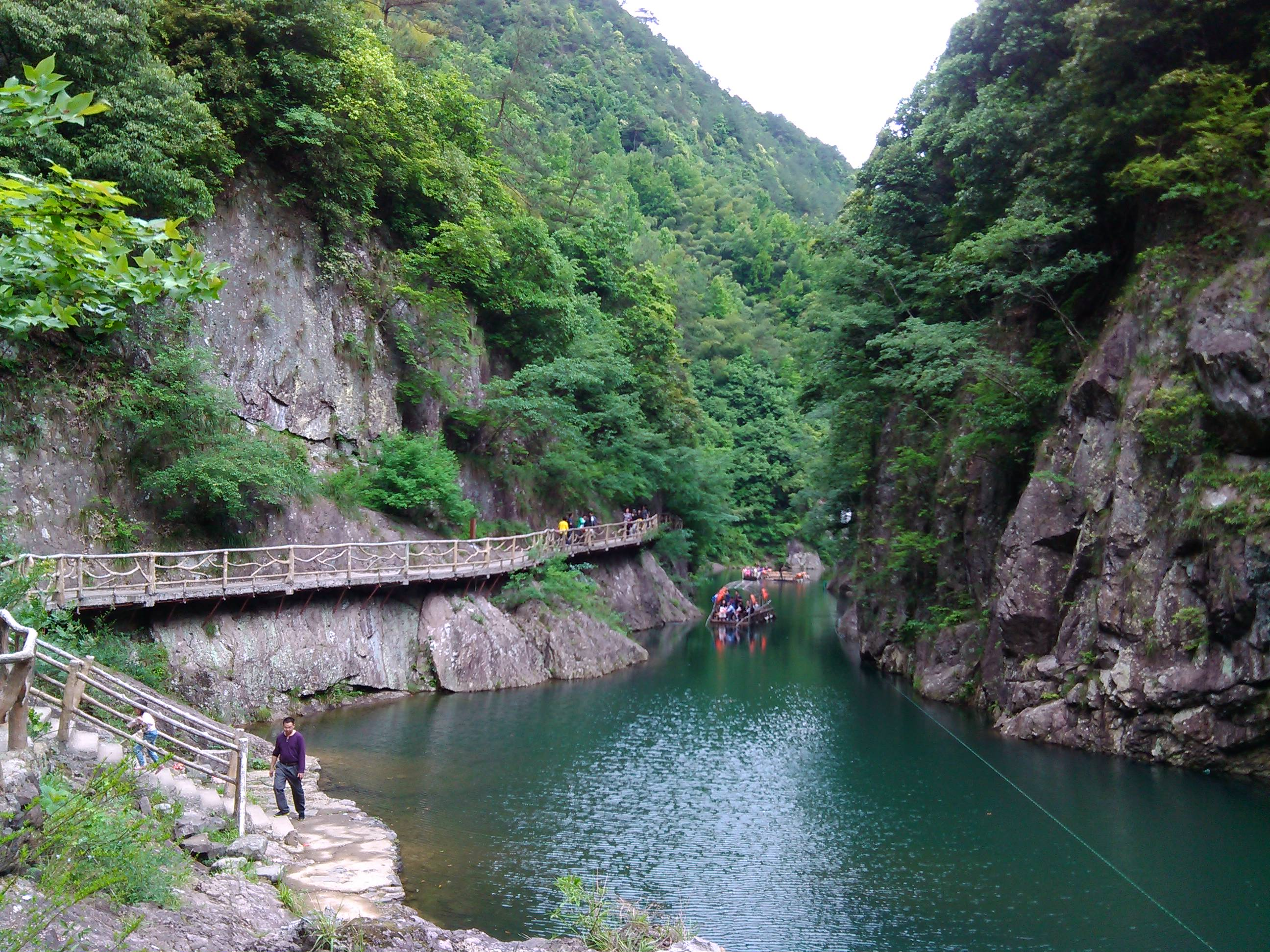